# Akatalepsi
Akatalepsi (från grekiskans ἀκαταληψία, "oförmåga att förstå", av ἀ-, privativ, och καταλαμβάνειν, "gripa", "fatta") är ett filosofiskt begrepp som uttrycker obegriplighet, eller omöjligheten att förstå eller föreställa någonting. Det är antitesen av den stoiska doktrinen av katalepsis eller uppfattning. Enligt stoikerna är katalepsis den sanna perceptionen, men för pyrrhonisterna och de akademiska skeptikerna kan ingen perception vara veterligen sann. Alla perceptioner var därmed akataleptiska, det vill säga att all, om någon, överensstämmelse mellan objektet och perceptionen av det objektet var okänd och, för de akademiska skeptikerna, kunde aldrig vetas.
För de akademiska skeptikerna innebar akatalepsi att mänsklig kunskap aldrig utgör säkerhet, utan endast rimlighet. För pyrrhonisterna innebar det att kunskap var begränsat till phantasiain (framträdanden) och pathēn (våra känslor och känslotillstånd). Pyrrhonisterna försökte visa, medan de akademiska skeptikerna hävdade en absolut akatalepsia; all mänsklig vetenskap eller kunskap, enligt dem, gick inget längre än hur de framstod.
Akademikerna svarade på den stoiska teorin om katalepsis med följande slutledning:
1. Det finns sanna och falska intryck (phantasiai).
2. Falska intryck är icke-kataleptiska.
3. Sanna intryck är alltid sådana att falska intryck alltid kunde verka identiska för dem.
4. Bland intryck utan iakttagelsebara skillnader mellan dem, är det omöjligt för vissa att vara kataleptiska och andra inte.
5. Därför finns det inga kataleptiska intryck.[3]